# ريس (لاعب كرة قدم)
ريس (بالبرتغالية: Reis‏) (4 يوليو 1988 في البرازيل - ) هو لاعب كرة قدم برازيلي في مركز الهجوم. لعب مع كينغداو جونون ونادي أفاي لكرة القدم ونادي باهيا ونادي بونتي بريتا ونادي غوياس ونادي كروزيرو وTupi Football Club ‏ ونادي أمريكا ونادي فيروفياريا وChainat Hornbill F.C. ‏ ونادي ناوتيكو وOeste Futebol Clube ‏.

## وصلات خارجية
- ريس على موقع قاعدة بيانات كرة القدم.إي يو (الإنجليزية)
- ريس على موقع Soccerway.com (الإنجليزية)